# Thorsten Rodiek
Thorsten Rodiek (* 1954 in Bremen) ist ein deutscher Kunsthistoriker und Museumsleiter.

## Leben
Rodiek studierte Kunstgeschichte, klassische Archäologie und Romanistik an der Universität Göttingen und am Courtauld Institute of Art. 1981 wurde er an der Universität Stuttgart mit einer Arbeit über das Monumento a Vittorio Emanuele II zum Dr. phil. promoviert. 1982 volontierte er an der Staatsgalerie Stuttgart, wurde 1985/86 wissenschaftlicher Mitarbeiter des Wilhelm-Lehmbruck-Museums in Duisburg und danach Direktor der Kunsthalle Emden. Er wurde 1991 Direktor des Kulturgeschichtlichen Museums Osnabrück, das während seiner Amtszeit um das Felix-Nussbaum-Haus erweitert wurde. Ab April 2000 war Rodiek als Nachfolger von Gerhard Gerkens Direktor der Museen für Kunst und Kulturgeschichte der Hansestadt Lübeck. In seine Amtszeit fiel die Erweiterung des St.-Annen-Museums um die Kunsthalle St. Annen mit Museumsshop und Bistro. Die Architektur der Kunsthalle, modern erbaut 2004 unter Einbeziehung der Überreste der 1843 abgebrannten ehemaligen Kirche des Klosters St. Annen, ist ein Geschenk der Possehl-Stiftung an die Hansestadt Lübeck.
Im Juni 2016 wurde er in den Ruhestand verabschiedet. Seine Nachfolgerin wurde Dagmar Täube.

## Schriften
- Das Monumento nazionale Vittorio Emanuele II. in Rom. (Europäische Hochschulschriften Reihe 28 Kunstgeschichte Band 30), P. Lang, Frankfurt/Main – New York – Paris 1983. Zugl.: Stuttgart, Univ., Diss., 1981 ISBN 3-8204-5418-7.
- James Stirling, die neue Staatsgalerie Stuttgart, Hatje, Stuttgart 1984.
- Daniel Libeskind – Museum ohne Ausgang: das Felix-Nussbaum-Haus des Kulturgeschichtlichen Museums Osnabrück, 2. Auflage, Wasmuth, Tübingen 1999.
- Kunsthalle St. Annen in Lübeck. Hrsg. Herbert Perl, Junius Verlag, Hamburg 2003, ISBN 3-88506-537-1.